# Aeolian Company

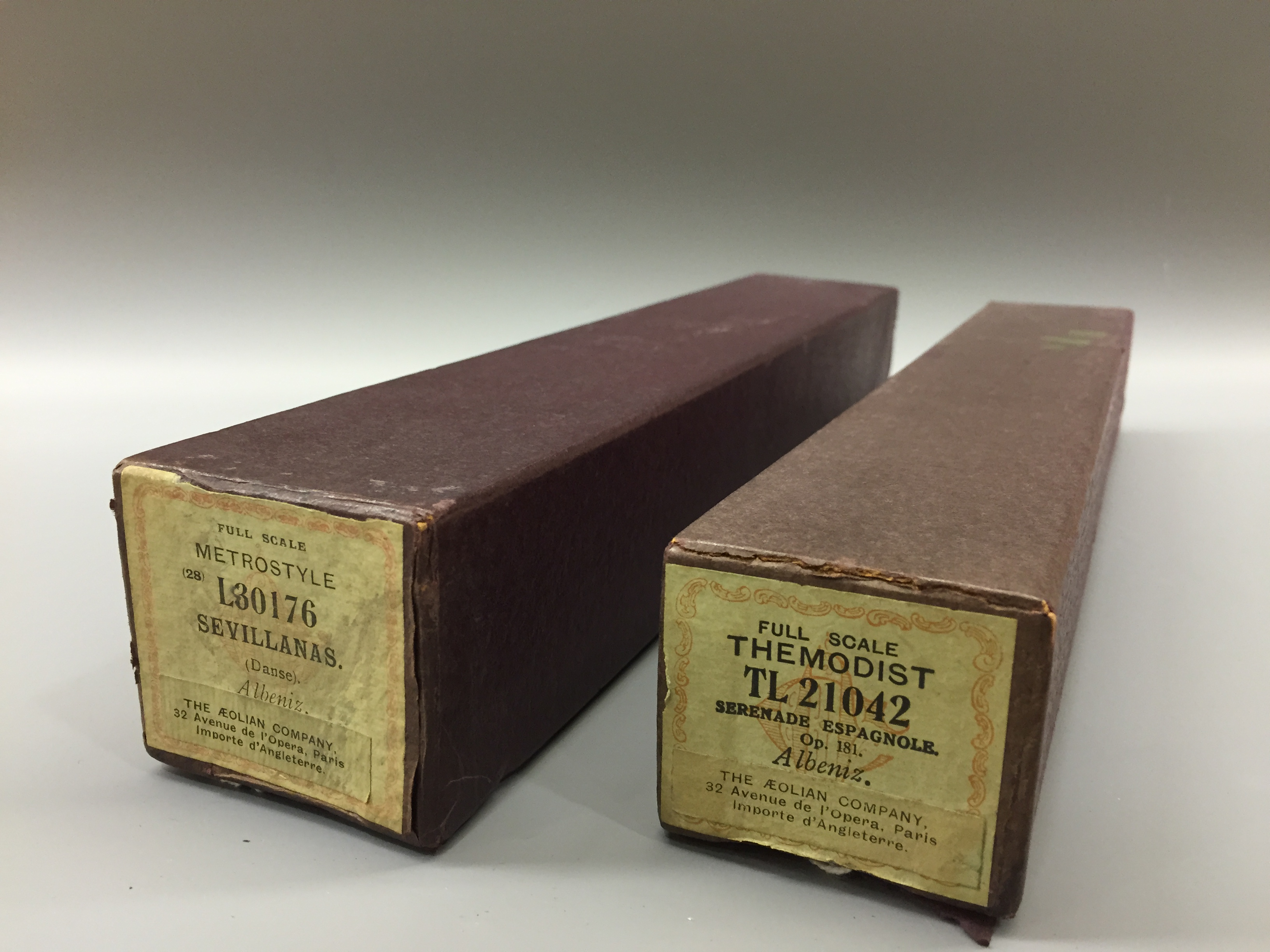
Dos rotlles de la companyia Aeolian, metrostyle i themodist, fons del Museu de la Música de Barcelona

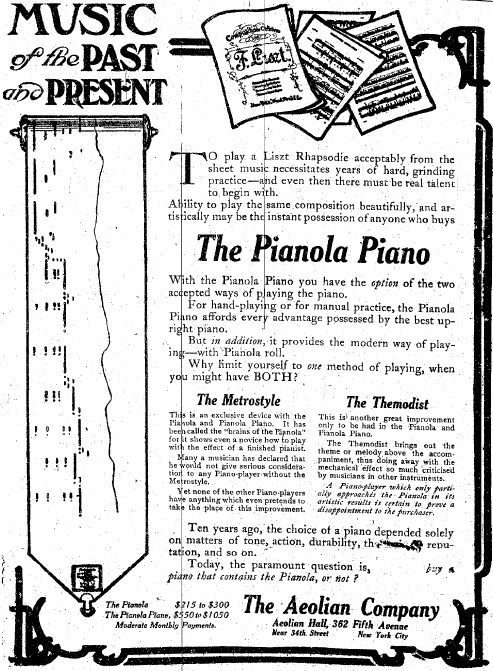
Un anunci de l'empresa Aeolian Company, 26 d'octubre de 1908, The New York Times.

L'Æolian Company va ser una empresa que fabricava harmòniums i pianoles. Van crear la marca Vocalion Records i van estar en funcionament del 1917 fins al 1924.

## Història
Aeolian Company va ser fundada pel fabricant de pianos de Nova York William B. Tremaine amb el nom Æolian Organ & Music Co. (1887) per construir harmòniums i, el 1895, incorporava pianos automàtics. Anteriorment havia fundat la Mechanical Orguenette Co. (1878) per fabricar orgues automàtics. La fabricació d'orgues domèstics o "de cambra" proporcionaven diversió a les cases dels rics, i Aeolian acaparà aquest sector, alliberant-se de la competència dels constructors d'orgues per a esglésies. Fabricaven també caixes i consoles per als orgues domèstics, amagant els tubs rere tapissos, o sota l'espai de les escales o rere enreixats.
La pianola, un piano amb mecanisme pneumàtic, es va convertir en un instrument extremadament popular. Inventat el 1895 per Edwin S. Votey, president del Farrand & Votey Organ Co., Detroit. El 1897, Votey es va unir a la companyia Aeolian i el 1900 l'empresa va obtenir la patent d'aquests instruments.
El 1903, Tremaine va absorbir un nombre de les empreses que feien instruments automàtics, incloent Albert Weber Co., un fabricant de pianos de la Nova York des de 1852, dins Aeolian, es diria Weber Piano & Pianola Co.
El 1904 Aeolian fou demandat per Los Angeles Art Organ Company per haver infringit la patent del mecanisme automàtic, però va anar guanyant els plets i eliminant així la competència.
Com la pianola en el seu moment, fou substituït per un aparell nou, el "Duo Art reproducing piano" (1913), que era capaç de reproduir el so enregistrat d'intèrprets famosos sense necessitat d'intervenció, l'Aeolian, Weberpiano & Co esdevingué el fabricant més important d'instruments mecànics.
El 1916 el Æolian Co. iniciaren la producció dels fonògrafs Vocalion i el 1978/9 començaren els Vocalion Records, venent discs de molt alta qualitat, i la marca seria venuda el 1924 a Brunswick Records. El fonògraf va suposar un dels factors principals en la disminució de l'ús i producció de pianoles, tot i que Starr va fer tant pianoles com enregistraments. Un intent de l'empresa per comprometre l'església en la producció d'orgues automàtics donà fruit en instal·lacions d'orgues a Longwood Gardens o a la capella de la Duke University. El sector va ser minat per la Gran depressió, durant la qual la divisió d'orgues va ser fusionada amb E.M. Skinner Organ Co. per esdevenir lAeolian-Skinner Organ Co., un constructor davanter fins a la dècada dels 1970. Mentre la popularitat de la pianola va decréixer amb l'augment dels discos i la ràdio, la companyia es fusionà el 1932 amb lAmerican Piano Corp. (consolidada el 1930 amb Chickering & Sons, Knabe & Co.). La combinació resultant seria Aeolian Corp, el 1959, i declararia la fallida el 1985.